# Fragilariopsis
Genre
Fragilariopsis est un genre de diatomées de la famille des Bacillariaceae.

## Liste d'espèces
Selon AlgaeBase (3 février 2019) :
- Fragilariopsis acuta Hajós (Statut incertain)
- Fragilariopsis angulata Hasle
- Fragilariopsis atlantica Paasche
- Fragilariopsis australis V.V.Muchina
- Fragilariopsis bjoernoeyaensis A.Witkowski, Metzeltin & Lange-Bertalot
- Fragilariopsis bohatyi Sjunneskog & Riesselman (Statut incertain)
- Fragilariopsis curta (Van Heurck) Hustedt
- Fragilariopsis cylindriformis (Hasle) Hasle
- Fragilariopsis cylindrus (Grunow ex Cleve) Helmcke & Krieger
- Fragilariopsis doliolus (Wallich) Medlin & P.A.Sims
- Fragilariopsis drakei Frenguelli & H.A.Orlando (Statut incertain)
- Fragilariopsis fossilis (Frenguelli) Medlin & P.A.Sims
- Fragilariopsis humboldtianorum A.Witkowski, Metzeltin & Lange-Bertalot
- Fragilariopsis jouseae (Burckle) D.M.Williams & Kociolek
- Fragilariopsis kanayae D.M.Williams & Kociolek
- Fragilariopsis kerguelensis (O'Meara) Hustedt
- Fragilariopsis lanceolata Donahue (Statut incertain)
- Fragilariopsis laqueata Riesselman (Statut incertain)
- Fragilariopsis linearis (Castracane) Frenguelli
- Fragilariopsis matuyamae Gersonde & Barcena
- Fragilariopsis miocenica (Burckle) Censarek & Gersonde
- Fragilariopsis obliquecostata (van Heurck) Heiden
- Fragilariopsis oceanica (Cleve) Hasle
- Fragilariopsis pacifica Lundholm & Hasle
- Fragilariopsis peragalloi (Hasle) Cremer
- Fragilariopsis pliocenum (Brun) Scheshukova-Poretskaya
- Fragilariopsis pseudonana (Hasle) Hasle
- Fragilariopsis reginae-jahniae Witkowski, Lange-Bertalot & Metzeltin
- Fragilariopsis reinholdii (Kanaya & Koizumi) Zielinski & Gersonde
- Fragilariopsis ritscheri Hustedt
- Fragilariopsis robusta Sjunneskog & Riesselman (Statut incertain)
- Fragilariopsis separanda Hustedt
- Fragilariopsis tigris Riesselman (Statut incertain)
- Fragilariopsis truncata H.T.Brady ex M.P. Olney in Olney & al. (Sans vérification)
- Fragilariopsis vanheurckii (Peragallo) Hustedt

Selon Catalogue of Life (3 février 2019) :
- Fragilariopsis curta (Van Heurck) Hustedt
- Fragilariopsis cylindrus (Grunow) Krieger in Helmcke & Krieger
- Fragilariopsis doliolus (G. C. Wallich) Medlin & Sims
- Fragilariopsis kerguelensis (O'Meara, 1877) Hustedt
- Fragilariopsis linearis (Castracane) Hustedt
- Fragilariopsis obliquecostata (Van Heurck) Heiden & Kolbe
- Fragilariopsis rhombica (O'Meara) Hustedt
- Fragilariopsis sublinearis (Van Heurck) Heiden & Kolbe

Selon ITIS (3 février 2019) :
- Fragilariopsis curta (Van Heurck) Hustedt
- Fragilariopsis cylindrus (Grunow) Krieger in Helmcke & Krieger
- Fragilariopsis doliolus (G. C. Wallich) Medlin & Sims
- Fragilariopsis kerguelensis (O'Meara, 1877) Hustedt
- Fragilariopsis linearis (Castracane) Hustedt
- Fragilariopsis obliquecostata (Van Heurck) Heiden & Kolbe
- Fragilariopsis rhombica (O'Meara) Hustedt
- Fragilariopsis sublinearis (Van Heurck) Heiden & Kolbe

Selon NCBI (3 février 2019) :
- Fragilariopsis curta
- Fragilariopsis cylindrus
- Fragilariopsis doliolus (Wallich) Medlin & P.A.Sims 1993
- Fragilariopsis kerguelensis
- Fragilariopsis nana
- Fragilariopsis oceanica (Cleve) Hasle
- Fragilariopsis pacifica Lundholm & Hasle 2010
- Fragilariopsis pseudonana
- Fragilariopsis reginae-jahniae Witkowski
- Fragilariopsis rhombica
- Fragilariopsis sublineata
- Fragilariopsis vanheurckii (Peragallo) Hustedt 1958

Selon World Register of Marine Species (3 février 2019) :
- Fragilariopsis acuta Hajós, 1973
- Fragilariopsis acuta Hajós, 1974
- Fragilariopsis atlantica Paasche, 1961
- Fragilariopsis australis V.V.Muchina, 1965
- Fragilariopsis bjoernoeyaensis Witkowski, Metzeltin & Lange-Bertalot in Metzeltin & Witkowski, 1996
- Fragilariopsis curta (Van Heurck) Hustedt, 1958
- Fragilariopsis cylindriformis (Hasle) Hasle, 1993
- Fragilariopsis cylindrus (Grunow) Krieger, 1954
- Fragilariopsis drakei J.Frenguelli & H.A.Orlando, 1958
- Fragilariopsis humboldtianorum Witkowski, Metzeltin & Lange-Bertalot in Metzeltin & Witkowski, 1996
- Fragilariopsis interfrigidaria (McCollum) Gersonde & Barcena, 1998
- Fragilariopsis jouseae (Burckle) D.M.Williams & Kociolek, 2018 †
- Fragilariopsis kanayae D.M.Williams & Kociolek, 2018 †
- Fragilariopsis lanceolata Donahue, 1970
- Fragilariopsis matuyamae Gersonde & Barcena, 1998
- Fragilariopsis obliquecostata (van Heurck) Heiden, 1928
- Fragilariopsis pacifica Lundholm & Hasle, 2010
- Fragilariopsis praeinterfrigidaria (McCollum) Gersonde & Barcena, 1998
- Fragilariopsis pseudonana (Hasle) Hasle, 1993
- Fragilariopsis reginae-jahniae Witkowski, Lange-Bertalot & Metzeltin, 2000
- Fragilariopsis ritscheri Hustedt, 1958
- Fragilariopsis separanda Hustedt, 1958
- Fragilariopsis truncata H.T. Brady ex M.P. Olney in Olney & al., 2007